# OMSI/Southeast Water megállóhely

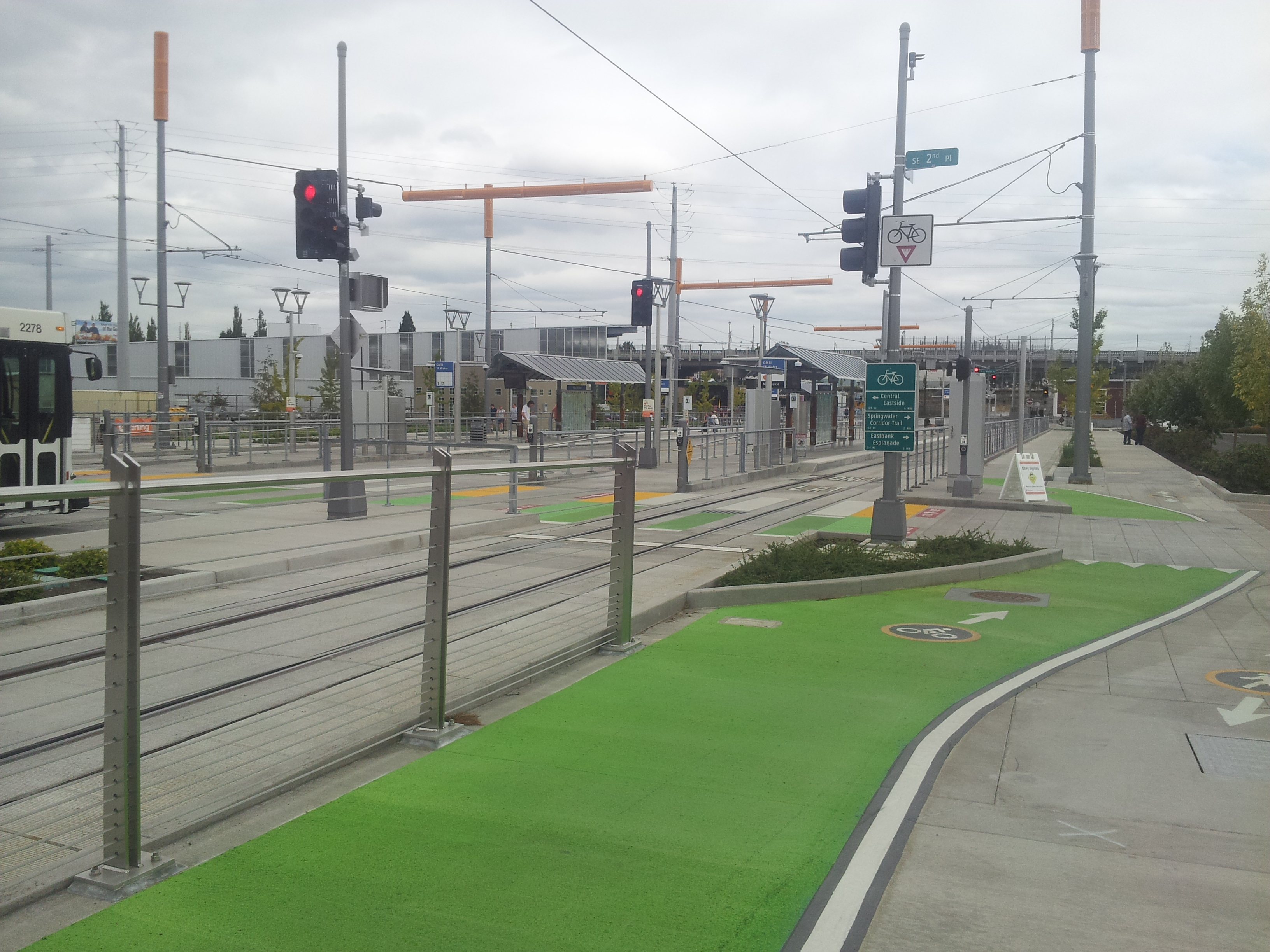
A pálya mentén futó kerékpárút

OMSI/Southeast Water megállóhely a Metropolitan Area Express narancssárga vonalának, valamint a TriMet autóbuszainak megállója az Oregon állambeli Portlandben, az Ipartörténeti Múzeum közelében.
A megállóhoz közeli látnivalók a Tilikum Crossing híd és a vasúttörténeti központ.

## Autóbuszok
- 9 – Powell Blvd (Union Station◄►Gresham Central Transit Center)[4]
- 17 – Holgate/Broadway (Concordia University◄►134th Drive)[5]

| Előző állomás                                 |  | Metropolitan Area Express |  | Következő állomás                                 |
| --------------------------------------------- |  | ------------------------- |  | ------------------------------------------------- |
| Clinton St/SE 12th Avetovább SE Park Ave felé |  | Narancssárga vonal        |  | South Waterfront/S Moodytovább Union Station felé |

## Fordítás
Ez a szócikk részben vagy egészben  az   OMSI/Southeast Water MAX Station című angol Wikipédia-szócikk ezen változatának fordításán alapul.  Az eredeti cikk szerkesztőit annak laptörténete sorolja fel. Ez a jelzés csupán a megfogalmazás eredetét és a szerzői jogokat jelzi, nem szolgál a cikkben szereplő információk forrásmegjelöléseként.